# 小似鱎
小似鱎（学名：Toxabramis hoffmanni）为輻鰭魚綱鯉形目鯝科似鱎属的鱼类，是中国的特有物种。分布于广西梧州等，本魚身體蓋著小的圓鱗片，側線是墜落的一個小彎曲，銀白色的腹部，黑色的灰色背面，背鰭硬棘3枚；背鰭軟條7枚；臀鰭硬棘3枚；臀鰭軟條25枚，體長可達24.8公分。该物种的模式产地在广西梧州。